# Копіювата (Уманський район)
Копіюва́та — село в Україні, у Монастирищенській міській громаді Уманського району Черкаської області. Розташоване за 14 км на схід від міста Монастирище. Населення становить 727 осіб.

## Назва
Раніше село мало назву Купіювата. Ця назва пояснювалася значною кількістю купин в заплаві струмка, на берегах якого виросло село. В радянські часи назву дещо змінили — село стало називатись Копіювата.

## Галерея

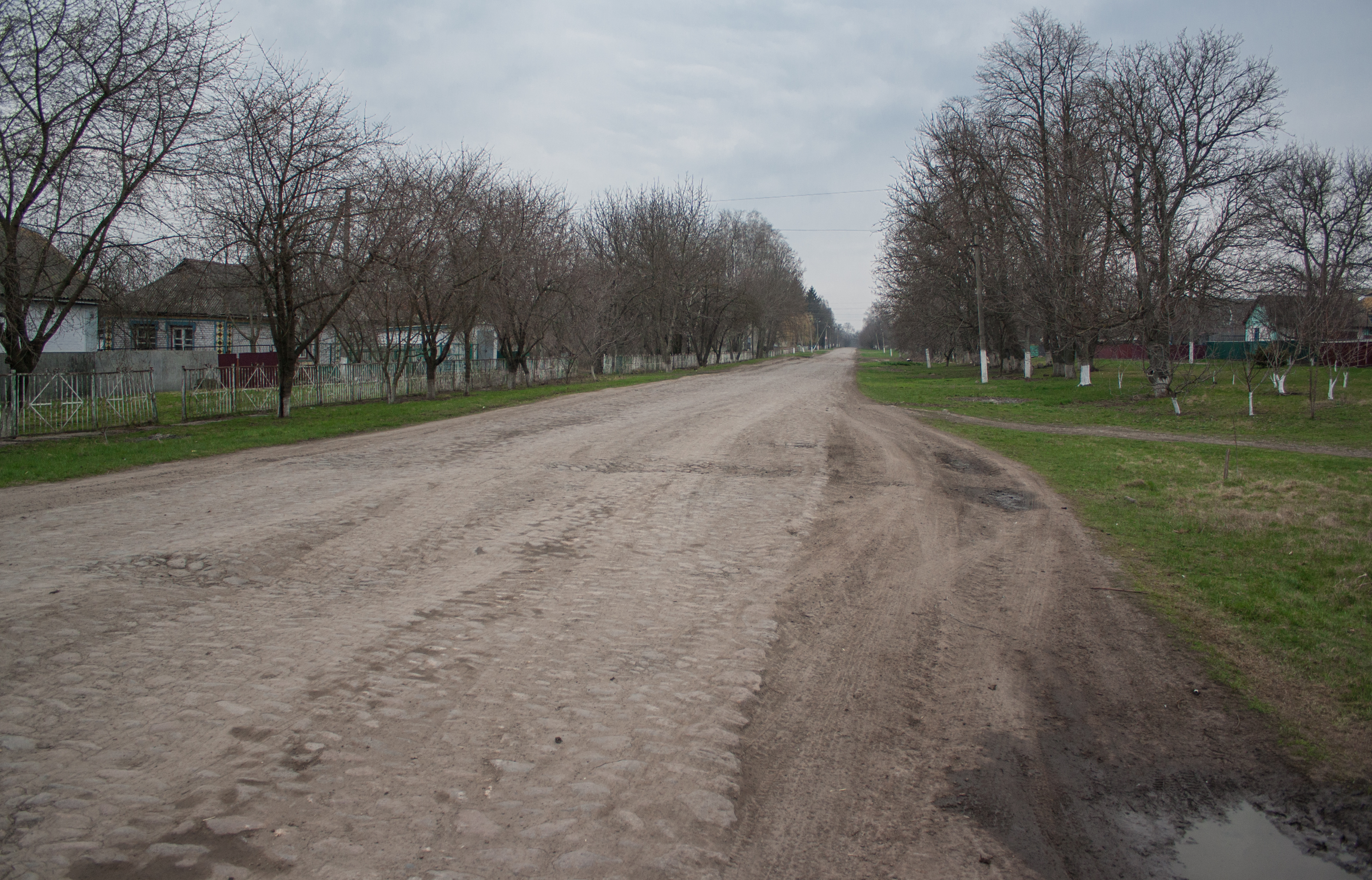
Вулиця Центральна
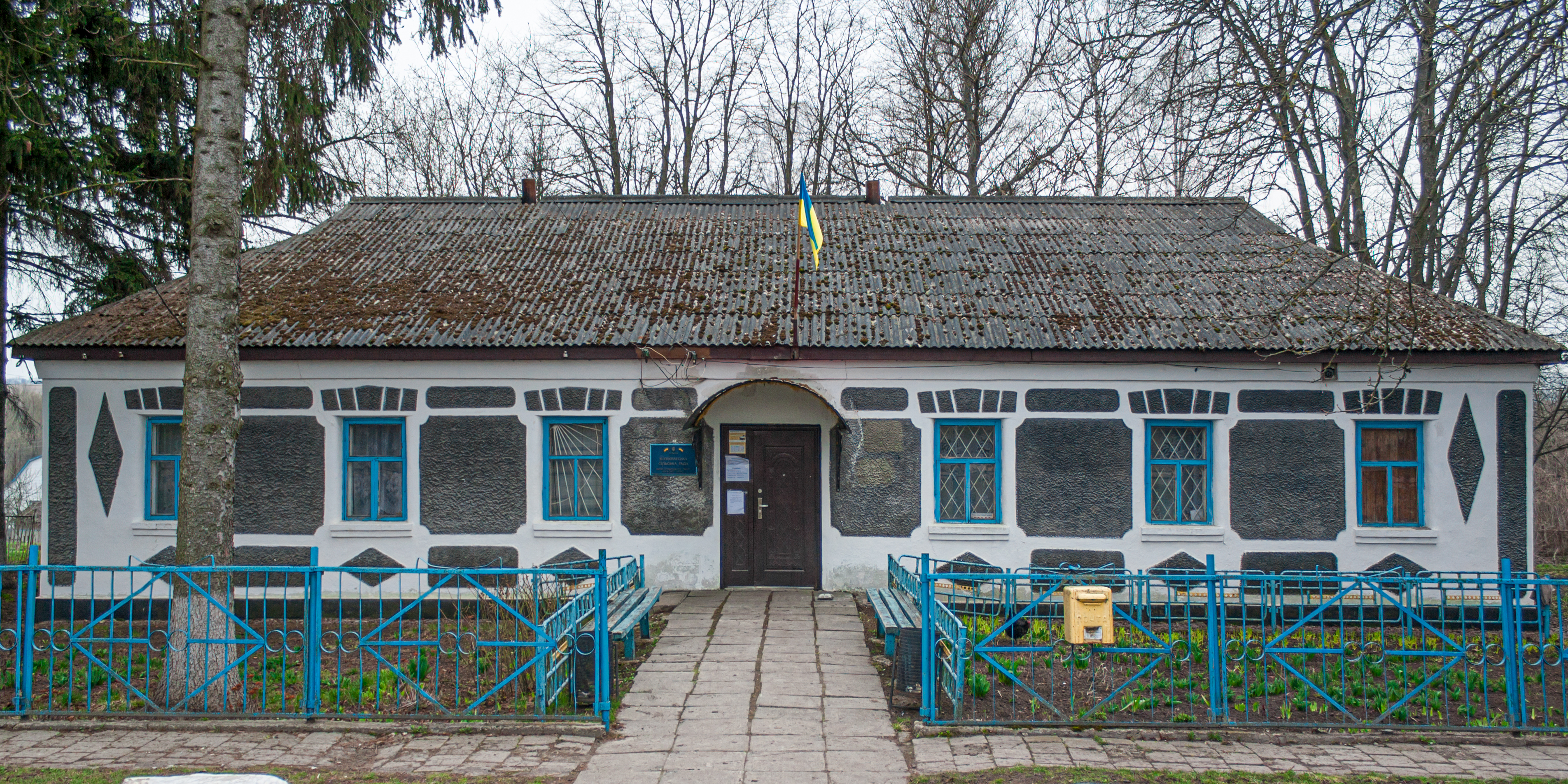
Сільська рада
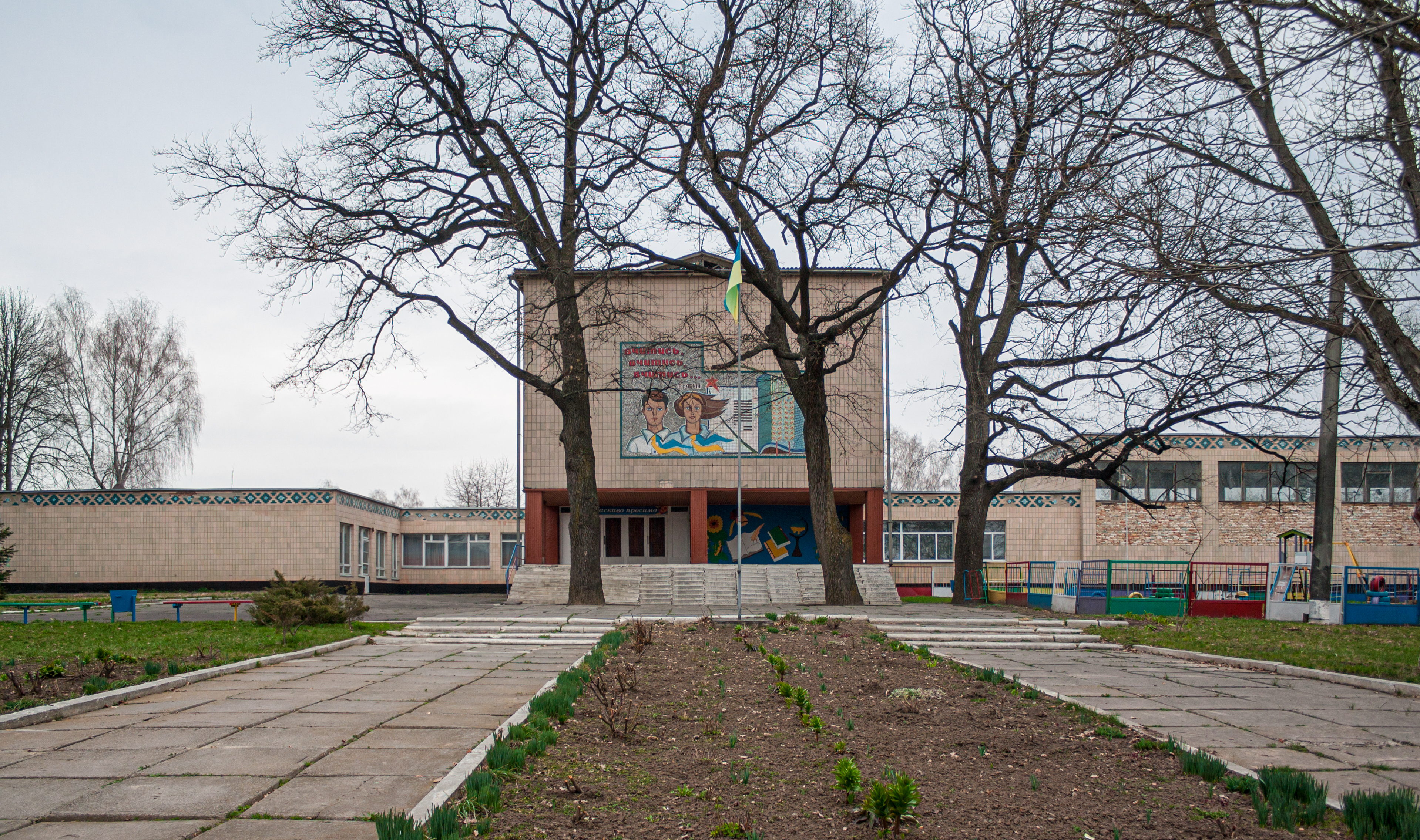
Школа
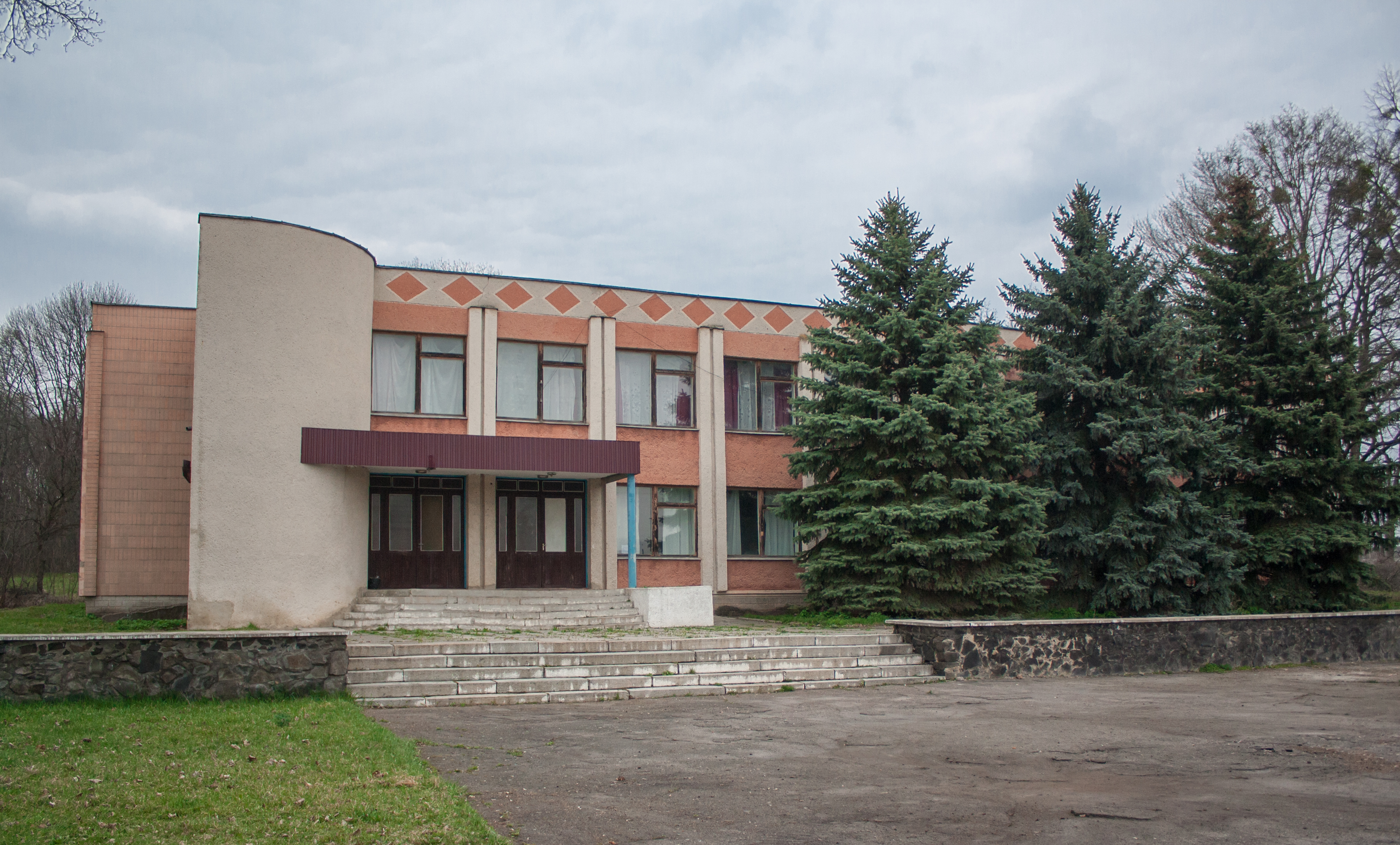
Будинок культури
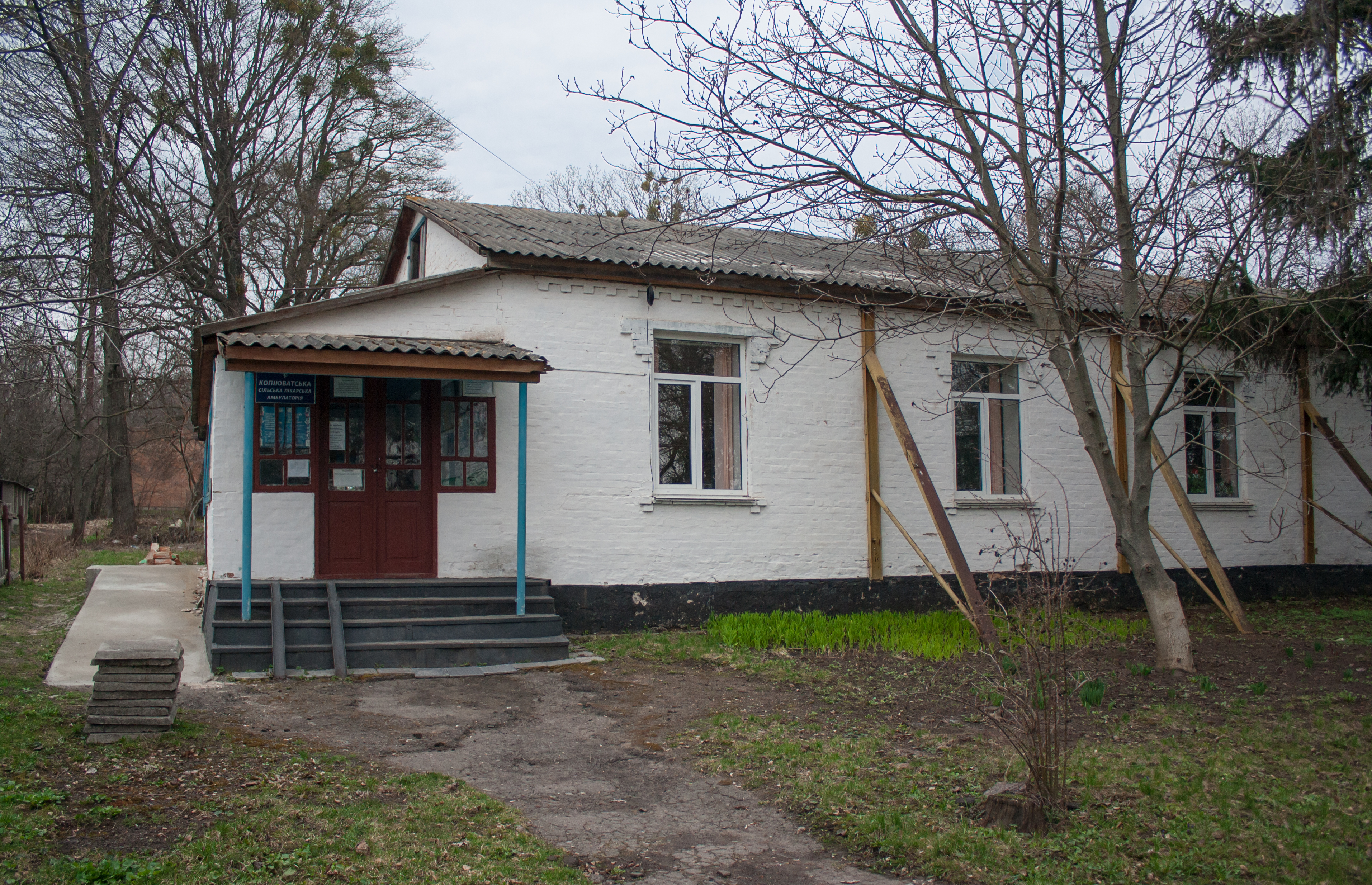
Лікарська амбулаторія
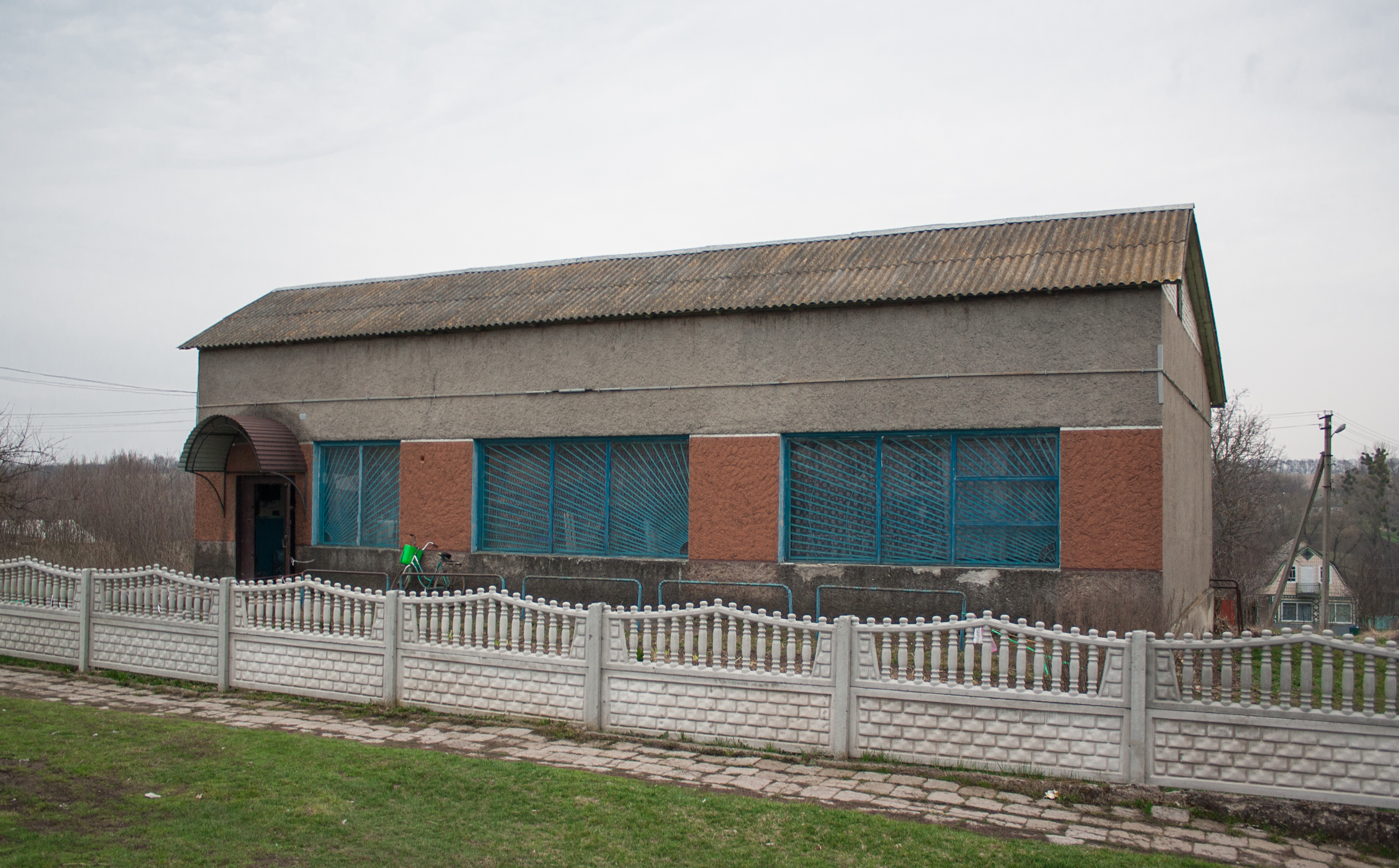
Магазин
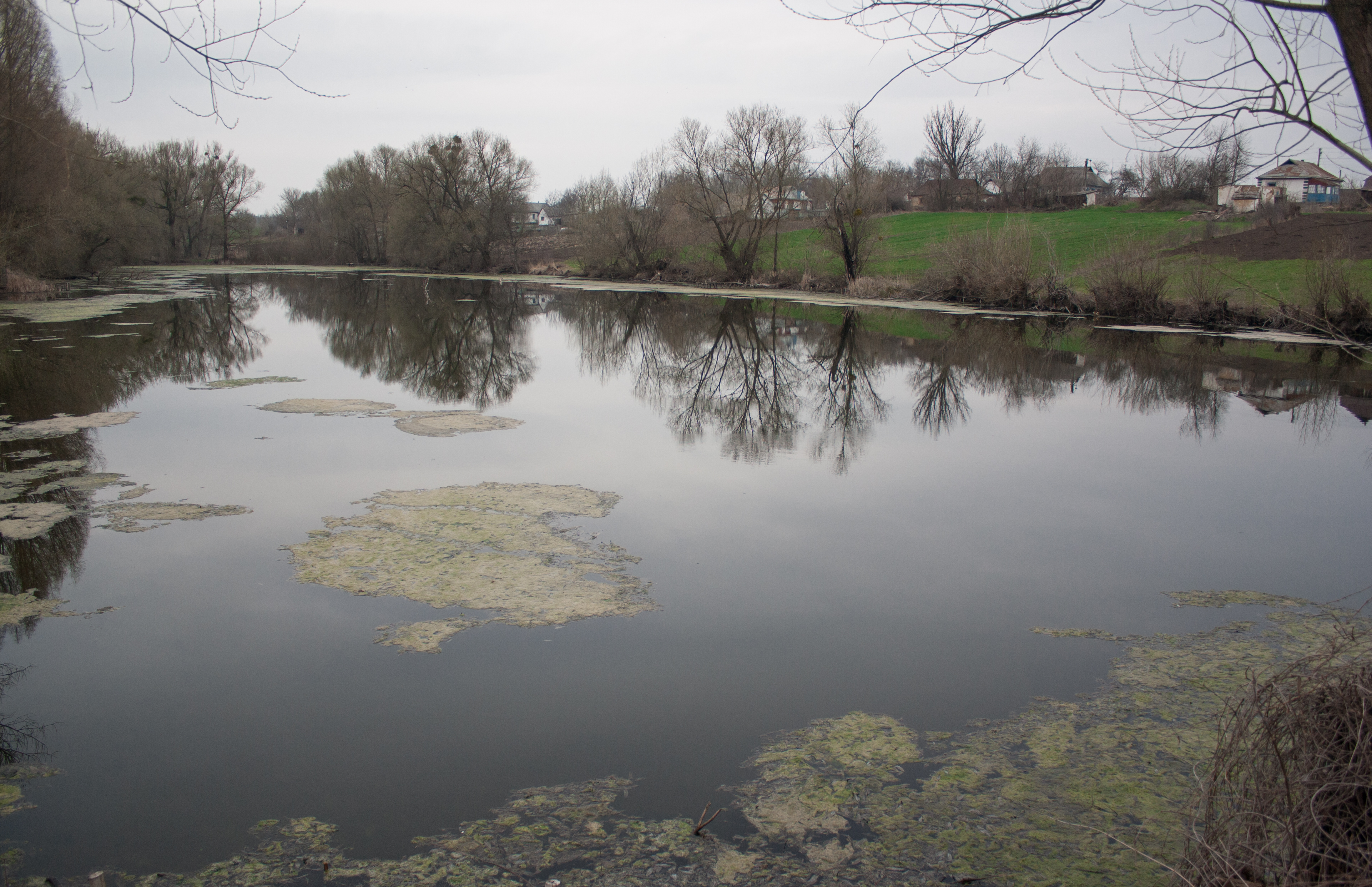
Ставок
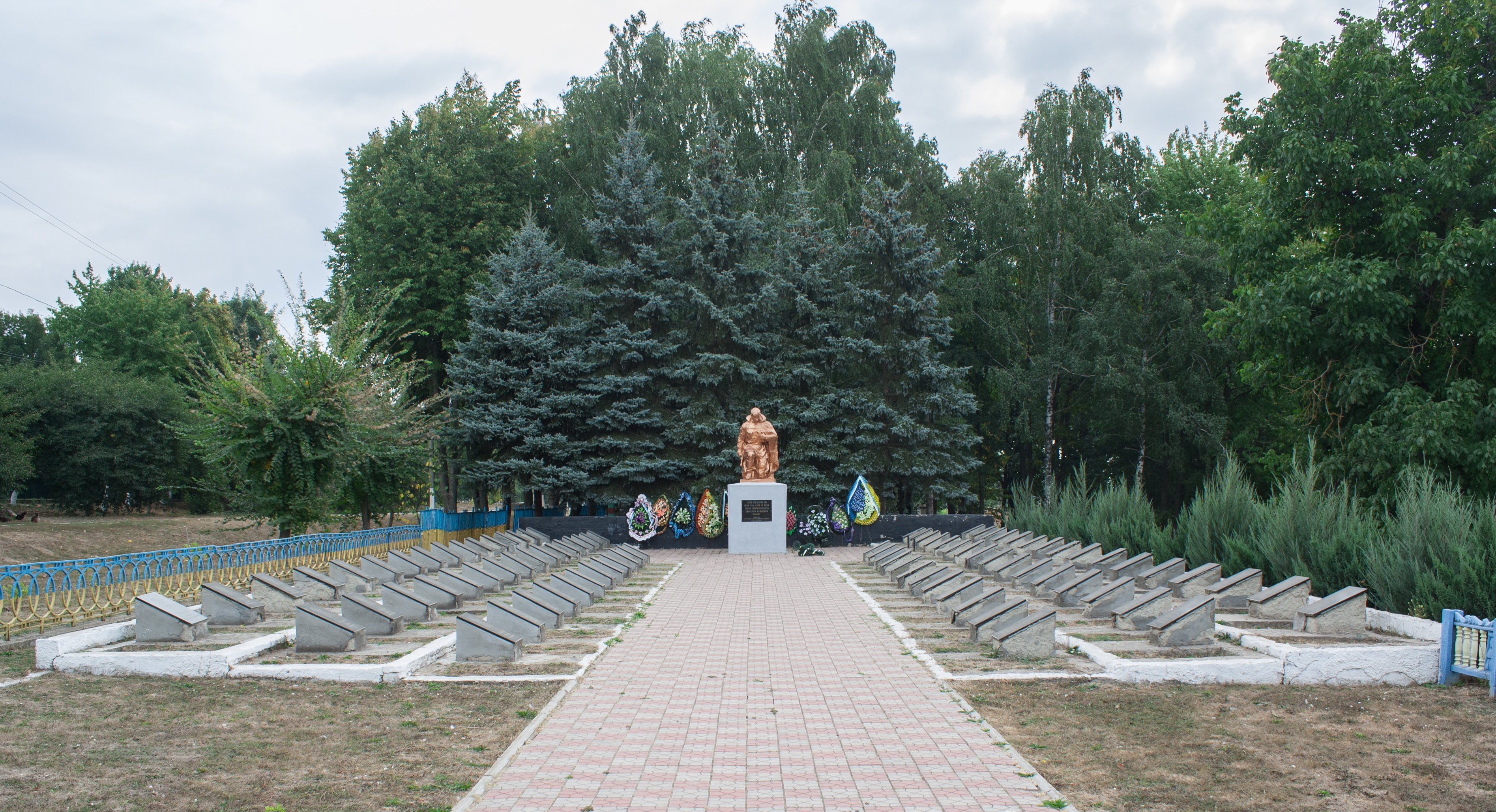
Пам'ятник воїнам-односельцям
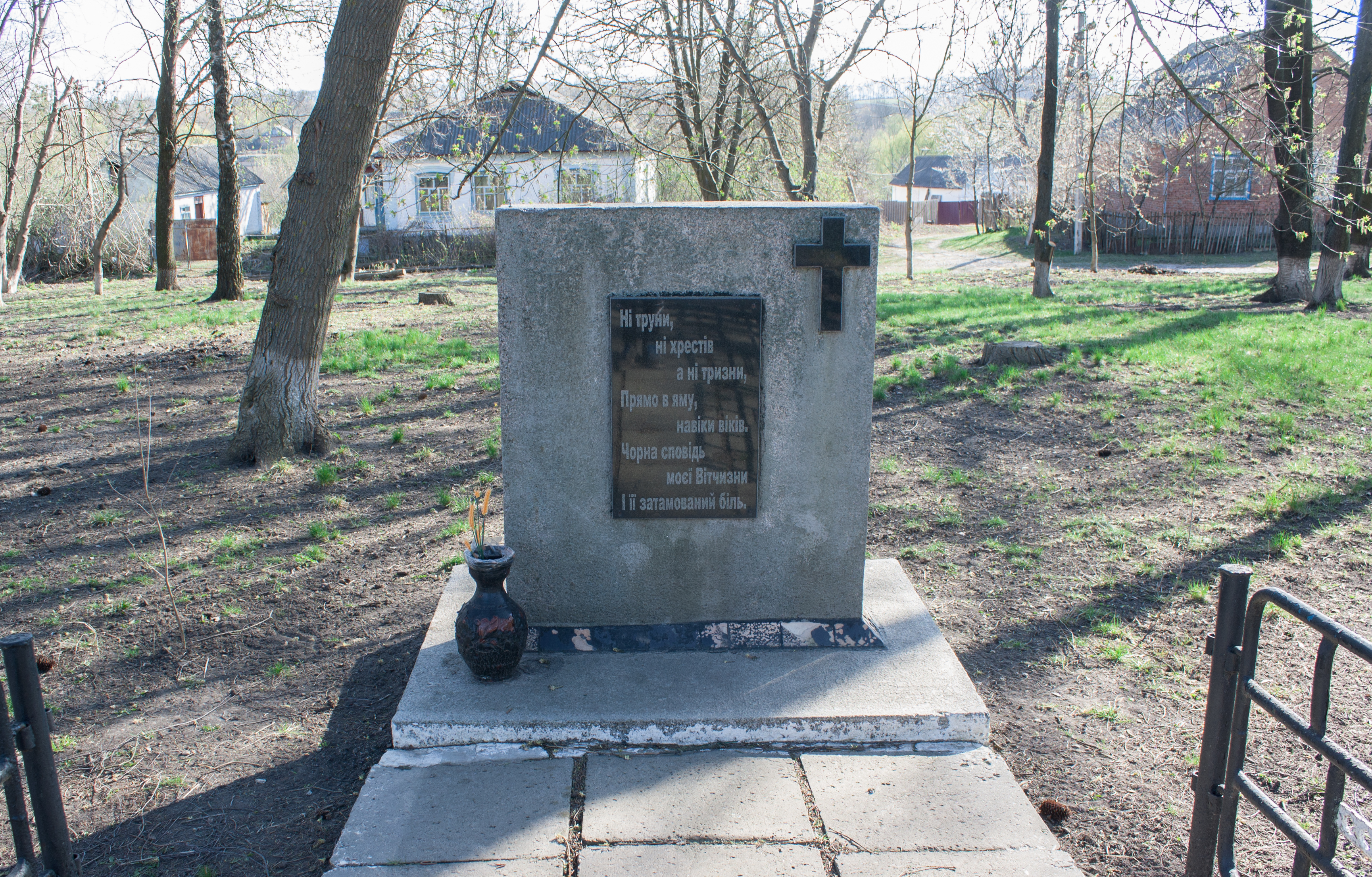
Пам'ятний знак жертвам Голодомору та політичних репресій
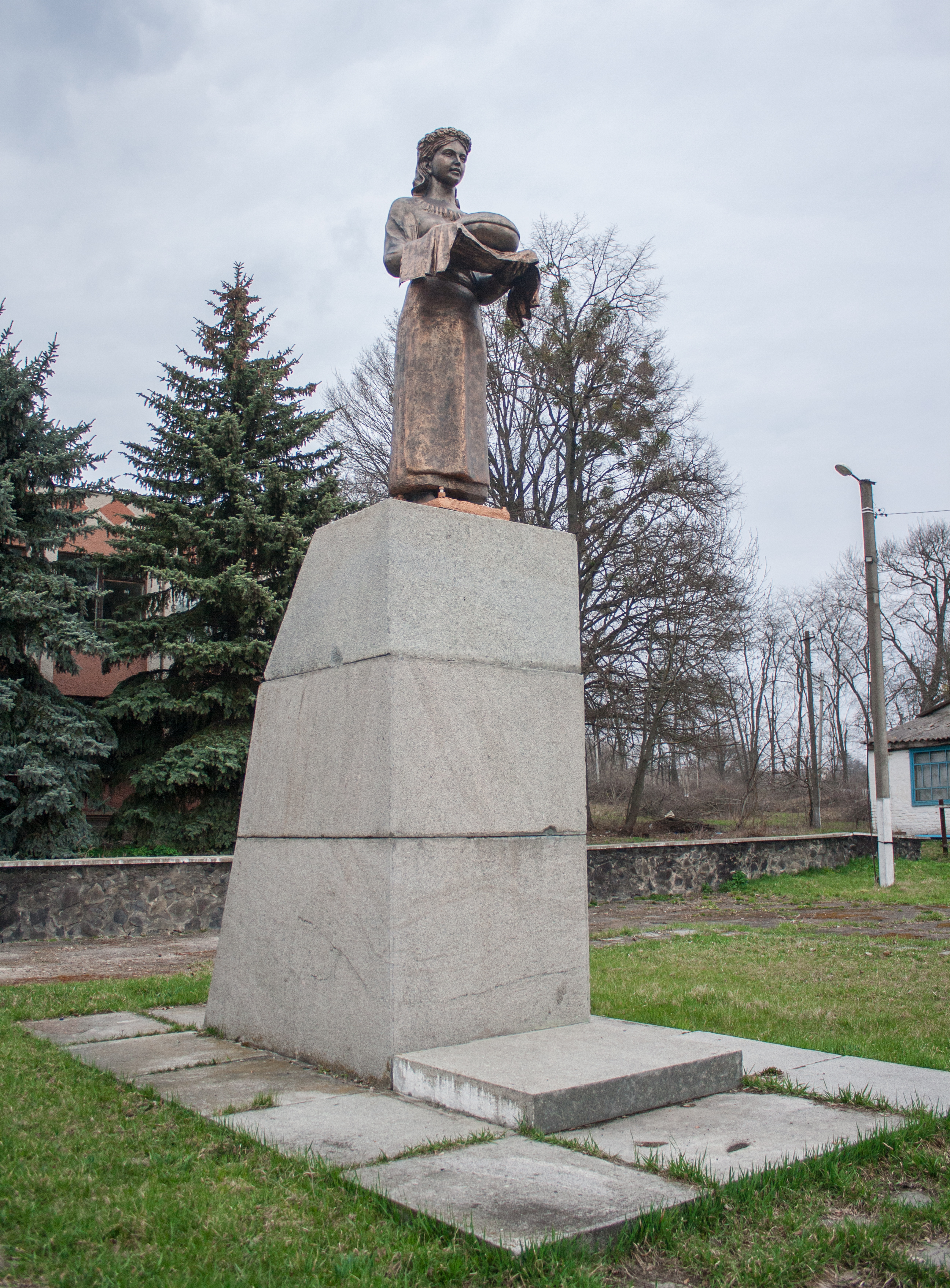
Пам'ятник